# Peter Grau
Peter Grau, född 25 februari 1866, död 23 januari 1953, var en sönderjydsk hemmansägare och politiker.
Peter Grau var 1902–1908 medlem av lantbrukskammaren för Slesvig-Holstein, från 1908 var han amtsråd i Sønderborgs kretsdag. Grau, som tillhörde den mera oförsonliga danska flygeln, blev på grund av sin betydande agitatoriska begåvning ledare för oppositionen mot H.P. Hanssens förhandlingspolitik. Efter återföreningen valdes han till vice ordförande i Grænseforeningen och deltog ivrigt i dansk politik som konservativ. Han var bland annat livligt delaktig fallet för Carl Theodor Zahles andra regering.